# Eichenmühle (Neumarkt in der Oberpfalz)
Eichenmühle ist ein Gemeindeteil der Großen Kreisstadt Neumarkt in der Oberpfalz in Bayern. 

## Lage
Die Einöde liegt etwa 2 km nördlich des Stadtzentrums östlich der Altdorfer Straße an der Schwarzach.

## Geschichte
Im Alten Reich unterstand das Mühlenanwesen hochgerichtlich dem Schultheißenamt Neumarkt und niedergerichtlich der Unteren Hofmark Berngau; die Grundherrschaft übte die Geistliche Gefällverwaltung Neumarkt aus. Der letzte Untertan auf dem Mühlenhof hieß Geiller/Gailler.
Im Königreich Bayern gehörte die Mühle der Müllerfamilie Gailler zunächst zum Steuerdistrikt Holzheim, dann, um 1820, zur Ruralgemeinde Mühlen. Zu ihr gehörte sie bis zur Gemeindegebietsreform, die am 1. Juli 1972 in Kraft trat. Kirchlich unterstand sie der Pfarrei Pölling. Um 1830 wohnten hier 6 Personen. Um 1861 bestand das Anwesen aus 2 Gebäuden mit 10 Einwohnern; Mühlenbesitzer war 1870 Joseph Gailer. Der Mühlenbetrieb wurde 1935 eingestellt.

## Eichenmühl-Eiche

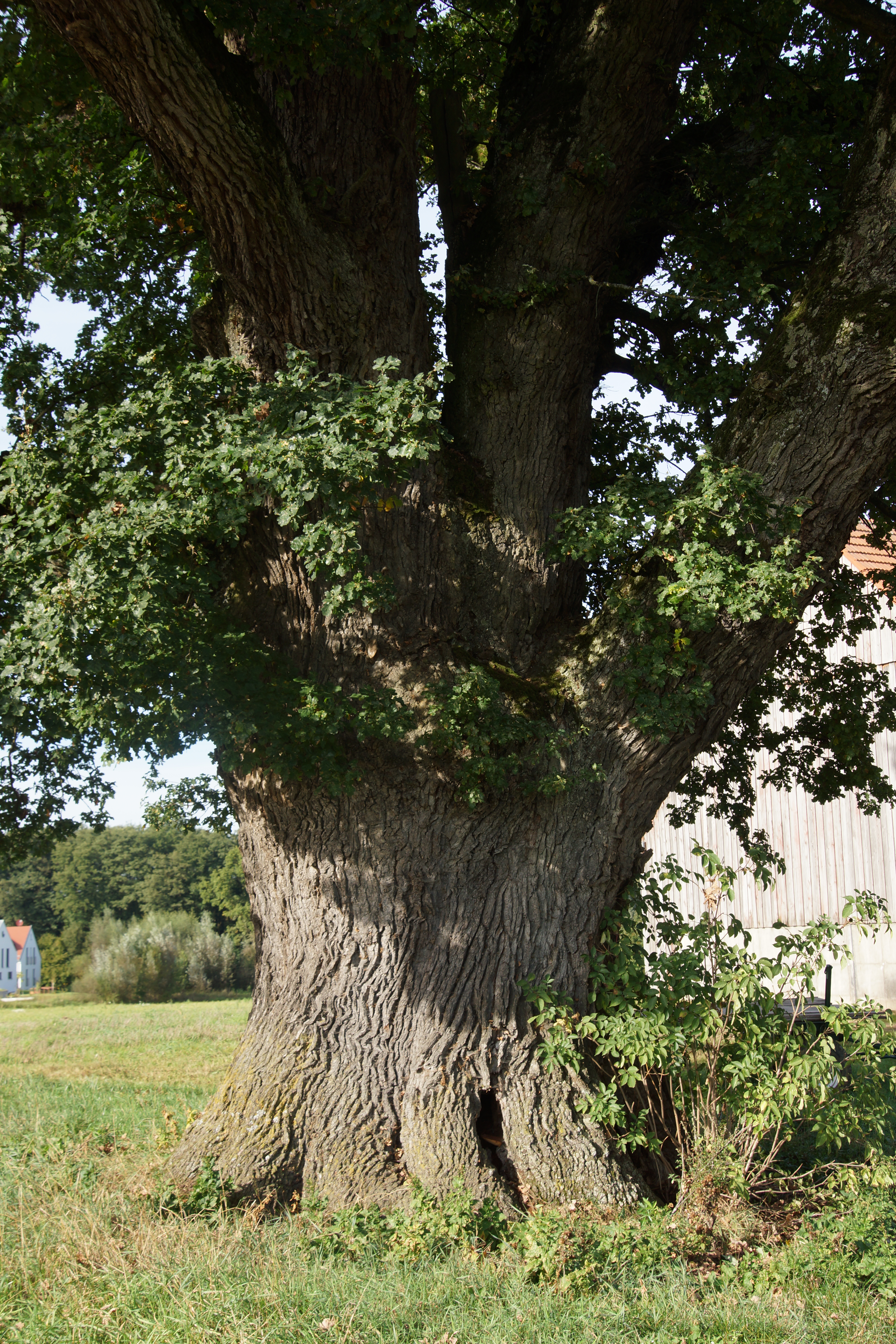
Monumentaler Stamm

Auf dem Mühlenvorplatz steht eine 300 Jahre alte Eiche von fast 7 m Umfang und einer Höhe von 23 m. Der monumentale und durchgängig geschlossenen Stamm dieser als Naturdenkmal (NM 67) ausgewiesenen Stieleiche trägt eine recht große und bis zu 34 m breite Krone.